# Voetneuken
Voetneuken is een seksuele handeling waarbij een voet de vagina of anus penetreert.
In de vaginale variant worden teen of voet in de vagina gebracht. In de anale variant wordt de voet (deels) in de anus van de partner gebracht. Voetneuken kan worden beschouwd als een vorm van voetfetisjisme.

## Techniek
Indien men deze techniek wil beoefenen, dient men voldoende glijmiddel te gebruiken. Verder dient men er op te letten dat de teennagels kort  geknipt zijn, zodat er geen letsel in de schede of anus kan ontstaan. 

## Risico
Er is gevaar dat de wand van de vagina of anus beschadigd raakt of, erger, uitscheurt. Dit is pijnlijk en verwonding is gevaarlijk omdat daardoor zware bloeding kan ontstaan. De kans op infectie is groot.